# ایسمنه
ایسمنه (به یونانی: Ἰσμήνη)، در اسطوره‌های یونان، دختر اودیپ و یوکاسته است.
با خواهرش آنتیگونه در یاری دادن به پدرشان که خود را کور کرده بود، همکاری کرد. آنتیگونه را در دفن برادرشان پولونیکس، که دفنش از سوی کرئون ممنوع شده بود، یاری نکرد.اما هنگامی که آنتیگونه از سوی کرئون به سبب جرم خود محکوم شد تا زنده به گور شود، داوطلبانه همراه خواهرش مرد.